# Bangladeschische Cricket-Nationalmannschaft in Neuseeland in der Saison 2020/21
Die Tour der bangladeschischen Cricket-Nationalmannschaft nach Neuseeland in der Saison 2020/21 fand vom 20. März bis zum 1. April 2021 statt. Die internationale Cricket-Tour war Bestandteil der Internationalen Cricket-Saison 2020/21 und umfasste ODIs und drei Twenty20s. Neuseeland gewann die ODI- und Twenty20-Serie jeweils mit 3–0.

## Vorgeschichte
Neuseeland spielte zuvor eine Tour gegen Australien, Bangladesch gegen die West Indies. Das letzte Aufeinandertreffen der beiden Mannschaften bei einer Tour fand in der Saison 2018/19 in Bangladesch statt.

## Kaderlisten
Bangladesch benannte seinen Kader am 19. Februar 2021.
Neuseeland benannte seinen ODI-Kader am 17. März 2021 und seinen Twenty20-Kader am 23. März 2021.
| ODI | ODI | Twenty20 | Twenty20 |
| Neuseeland | Bangladesch | Neuseeland | Bangladesch |
| --- | --- | --- | --- |
| - Tom Latham (K, wk) - Trent Boult - Mark Chapman - Devon Conway - Martin Guptill - Matt Henry - Kyle Jamieson - Daryl Mitchell - James Neesham - Henry Nicholls - Mitchell Santner - Tim Southee - Ross Taylor - Will Young | - Tamim Iqbal (K) - Nasum Ahmed - Taskin Ahmed - Litton Das - Mahedi Hasan - Mehidy Hasan Miraz - Afif Hossain - Al-Amin Hossain - Mosaddek Hossain - Najmul Hossain Shanto - Rubel Hossain - Shoriful Islam - Mahmudullah - Mohammad Naim - Mushfiqur Rahim (wk) - Hasan Mahmud - Mohammad Mithun - Mustafizur Rahman - Mohammad Saifuddin - Soumya Sarkar | - Tim Southee (K) - Finn Allen - Todd Astle - Hamish Bennett - Mark Chapman - Devon Conway (wk) - Lockie Ferguson - Martin Guptill - Adam Milne - Daryl Mitchell - Glenn Phillips - Ish Sodhi - Will Young | - Mahmudullah (K) - Nasum Ahmed - Taskin Ahmed - Litton Das - Mahedi Hasan - Mehidy Hasan Miraz - Afif Hossain - Al-Amin Hossain - Mosaddek Hossain - Najmul Hossain Shanto - Rubel Hossain - Tamim Iqbal - Shoriful Islam - Mohammad Naim - Mushfiqur Rahim (wk) - Hasan Mahmud - Mohammad Mithun - Mustafizur Rahman - Mohammad Saifuddin - Soumya Sarkar |

## Stadien
Die folgenden Stadien wurden für die Tour als Austragungsort vorgesehen.
| Stadion         | Stadt        | Kapazität | Spiele |
| --------------- | ------------ | --------- | ------ |
| Eden Park       | Auckland     | 50.000    | 3. T20 |
| Hagley Oval     | Christchurch | 20.000    | 2. ODI |
| University Oval | Dunedin      | 6.000     | 1. ODI |
| Seddon Park     | Hamilton     | 10.000    | 1. T20 |
| McLean Park     | Napier       | 22.500    | 2. T20 |
| Basin Reserve   | Wellington   | 11.000    | 3. ODI |

## One-Day Internationals

### Erstes ODI in Dunedin
| 20. März Scorecard | Dunedin | Bangladesch 131 (41.5)           | – | Neuseeland 132-2 (21.2) |
|                    |         | Neuseeland gewinnt mit 8 Wickets |   |                         |

Neuseeland gewinnt den Münzwurf und entschied sich als Feldmannschaft zu beginnen. Als Spieler des Spiels wurde Trent Boult ausgezeichnet.

### Zweites ODI in Christchurch
| 23. März Scorecard | Christchurch (HO) | Bangladesch 271-6 (50)           | – | Neuseeland 275-5 (48.2) |
|                    |                   | Neuseeland gewinnt mit 5 Wickets |   |                         |

Neuseeland gewinnt den Münzwurf und entschied sich als Feldmannschaft zu beginnen. Als Spieler des Spiels wurde Tom Latham ausgezeichnet.

### Drittes ODI in Wellington
| 26. März Scorecard | Wellington (BR) | Neuseeland 318-6 (50)           | – | Bangladesch 154 (42.4) |
|                    |                 | Neuseeland gewinnt mit 164 Runs |   |                        |

Neuseeland gewinnt den Münzwurf und entschied sich als Schlagmannschaft zu beginnen. Als Spieler des Spiels wurde Devon Conway ausgezeichnet.

## Twenty20 Internationals

### Erstes Twenty20 in Hamilton
| 28. März Scorecard | Hamilton | Neuseeland 210-3 (20)          | – | Bangladesch 144-8 (20) |
|                    |          | Neuseeland gewinnt mit 66 Runs |   |                        |

Neuseeland gewinnt den Münzwurf und entschied sich als Schlagmannschaft zu beginnen. Als Spieler des Spiels wurde Devon Conway ausgezeichnet.

### Zweites Twenty20 in Napier
| 30. März Scorecard | Napier | Neuseeland 173-5 (17.5)                     | – | Bangladesch 142-7 (16/16) |
|                    |        | Neuseeland gewinnt mit 28 Runs (D/L method) |   |                           |

Bangladesch gewinnt den Münzwurf und entschied sich als Feldmannschaft zu beginnen. Als Spieler des Spiels wurde Glenn Phillips ausgezeichnet.

### Drittes Twenty20 in Auckland
| 1. April Scorecard | Auckland | Neuseeland 141-4 (10/10)       | – | Bangladesch 76 (9.3/10) |
|                    |          | Neuseeland gewinnt mit 65 Runs |   |                         |

Bangladesch gewinnt den Münzwurf und entschied sich als Schlagmannschaft zu beginnen. Als Spieler des Spiels wurde Finn Allen ausgezeichnet.

## Statistiken
Die folgenden Cricketstatistiken wurden bei dieser Tour erzielt.

### One-Day Internationals
| ODIs              | ODIs        | ODIs    | ODIs    | ODIs    | ODIs    | ODIs    | ODIs    | ODIs    |
| Batting           | Batting     | Batting | Batting | Batting | Batting | Batting | Batting | Batting |
| Spieler           | Mannschaft  | Spiele  | Innings | Runs    | Average | HS      | 100s    | 50s     |
| ----------------- | ----------- | ------- | ------- | ------- | ------- | ------- | ------- | ------- |
| Devon Conway      | Neuseeland  | 3       | 3       | 225     | 75,00   | 126     | 1       | 1       |
| Tom Lathan        | Neuseeland  | 3       | 2       | 128     | 128,00  | 110*    | 1       | 0       |
| Mahmudullah       | Bangladesch | 3       | 3       | 119     | 59,50   | 76*     | 0       | 1       |
| Daryl Mitchell    | Neuseeland  | 3       | 2       | 112     | –       | 100*    | 1       | 0       |
| Tamim Iqbal       | Bangladesch | 3       | 3       | 92      | 30,66   | 78      | 0       | 1       |
| Bowling           |             |         |         |         |         |         |         |         |
| Spieler           | Mannschaft  | Spiele  | Overs   | Wickets | Average | BBI     | 5W      | 10W     |
| ames Neesham      | Neuseeland  | 3       | 24.4    | 7       | 18,14   | 5/27    | 1       | 0       |
| Matt Henry        | Neuseeland  | 3       | 29.0    | 6       | 16,83   | 4/27    | 0       | 0       |
| Trent Boult       | Neuseeland  | 3       | 28.5    | 5       | 22,60   | 4/27    | 0       | 0       |
| Mitchell Santner  | Neuseeland  | 3       | 21.0    | 4       | 20,25   | 2/23    | 0       | 0       |
| Rubel Hossain     | Bangladesch | 1       | 10.0    | 3       | 23,33   | 3/70    | 0       | 0       |
| Mustafizur Rahman | Bangladesch | 3       | 22.3    | 3       | 58,33   | 2/62    | 0       | 0       |

### Twenty20s
| Twenty20s       | Twenty20s   | Twenty20s | Twenty20s | Twenty20s | Twenty20s | Twenty20s | Twenty20s | Twenty20s |
| Batting         | Batting     | Batting   | Batting   | Batting   | Batting   | Batting   | Batting   | Batting   |
| Spieler         | Mannschaft  | Spiele    | Innings   | Runs      | Average   | HS        | 100s      | 50s       |
| --------------- | ----------- | --------- | --------- | --------- | --------- | --------- | --------- | --------- |
| Devon Conway    | Neuseeland  | 3         | 2         | 107       | 107,00    | 92*       | 0         | 1         |
| Martin Guptill  | Neuseeland  | 3         | 3         | 100       | 33,33     | 44        | 0         | 0         |
| Glenn Phillips  | Neuseeland  | 3         | 3         | 96        | 96,00     | 58*       | 0         | 1         |
| Finn Allen      | Neuseeland  | 3         | 3         | 88        | 29,33     | 71        | 0         | 1         |
| Mohammad Naim   | Bangladesch | 3         | 3         | 84        | 28,00     | 38        | 0         | 0         |
| Bowling         |             |           |           |           |           |           |           |           |
| Spieler         | Mannschaft  | Spiele    | Overs     | Wickets   | Average   | BBI       | 5W        | 10W       |
| Tim Southee     | Neuseeland  | 3         | 10.0      | 6         | 11,66     | 3/15      | 0         | 0         |
| Todd Astle      | Neuseeland  | 1         | 2.0       | 4         | 3,25      | 4/13      | 0         | 0         |
| Ish Sodhi       | Neuseeland  | 2         | 7.0       | 4         | 15,50     | 4/28      | 0         | 0         |
| Mahedi Hasan    | Bangladesch | 3         | 10.0      | 4         | 29,00     | 2/45      | 0         | 0         |
| Lockie Ferguson | Neuseeland  | 2         | 6.0       | 3         | 12,66     | 2/25      | 0         | 0         |
| Hamish Bonnett  | Neuseeland  | 2         | 7.0       | 3         | 17,00     | 2/31      | 0         | 0         |
| AdamMilne       | Neuseeland  | 2         | 5.0       | 3         | 19,33     | 2/34      | 0         | 0         |

## Auszeichnungen

### Player of the Series
Als Player of the Series wurden der folgende Spieler ausgezeichnet.
| Serie    | Player of the Series |
| -------- | -------------------- |
| ODI      | Devon Conway         |
| Twenty20 | Glenn Phillips       |

### Player of the Match
Als Player of the Match wurden die folgenden Spieler ausgezeichnet.
| Spiel       | Player of the Match |
| ----------- | ------------------- |
| 1. ODI      | Trent Boult         |
| 2. ODI      | Tom Latham          |
| 3. ODI      | Devon Conway        |
| 1. Twenty20 | Devon Conway        |
| 2. Twenty20 | Glenn Phillips      |
| 3. Twenty20 | Finn Allen          |